# Kilobit
Kilobit – jednostka informacji, w skrócie kb lub kbit.
1 kb = 103 = 1000 bitów.
Przykładowe przeliczenia na inne jednostki:
1 000 000 b = 1000 kb = 1 Mb
Zwykle jednak:
1 kb = 1024 b = 128 B (bajtów)
8 kb = 8192 b = 1024 B = 1 kB (kilobajt)
ponieważ IEC 60027-2 jest tylko propozycją stosowania, a nie standardem, natomiast już od zarania informatyki w tej dziedzinie nauki wykorzystywane są przedrostki dziesiętne w znaczeniu przedrostków binarnych.
Kilobity są powszechnie używane do określania przepustowości łączy i szybkości transmisji danych, wyrażanej wówczas w kilobitach na sekundę (w skrócie kb/s, kbit/s lub kbps).
Podczas transmisji danych często używane są nadmiarowe bity kontrolne – szczególnie ma to miejsce przy transmisji asynchronicznej. Z tego też względu 1 bajt przesyłanej informacji wymaga transmitowania więcej niż 8 bitów. Zazwyczaj do każdych 8 bitów danych dołącza się 2 bity kontrolne (np. bit startu i bit stopu), co łącznie daje liczbę 10 bitów na każdy bajt transmitowanej informacji. W rzeczywistości do przesłania jednego bajta konieczne jest przekazanie jeszcze większej ilości informacji. Podczas transmisji danych w Internecie do komunikacji stosowane są protokoły komunikacyjne, które kapsułkują użyteczne informacje w pakietach z nagłówkami. Ich zastosowanie powoduje zmniejszenie efektywnego natężenia strumienia danych płynącego przez łącze, ale dzięki mechanizmom korekcji i detekcji błędów zapewniony jest wyższy poziom niezawodności transmisji, który jest niezbędny w wielu zastosowaniach.
Przykładowe przepustowości łączy:
- modem V.34 — 33,6 kbit/s
- ISDN, kanał B — 64 kbit/s
- RS-232 — do 230,4 kbit/s

Binarnym odpowiednikiem kilobitu (kb) jest kibibit (Kib), równy 210 = 1024 bity.